# Vile (Album)
Vile (engl. für grässlich) ist das fünfte Studioalbum der amerikanischen Death-Metal-Band Cannibal Corpse.

## Entstehungsgeschichte
Ursprünglicher Titel für das Album war Created to Kill, jedoch verließ der damalige Sänger Chris Barnes die Band noch während der Aufnahmen. Die restlichen Bandmitglieder entschieden sich dafür, das Album Vile zu benennen. Für den ausgestiegenen Barnes wurde in George Fisher, der zu dieser Zeit Sänger der Band Monstrosity war, ein neuer Sänger gefunden, der das komplette Album neu einsang. Die Band änderte mit diesem Album ihr Logo, welches von Chris Barnes entworfen worden war, um rechtlichen Problemen vorzubeugen. Das unzensierte Cover zeigt einen verstümmelten Leichnam, aus dessen Bauch Maden hervorquellen. In Deutschland wurde Vile nur mit einem entschärften Cover verkauft, das einen Ausschnitt des originalen Artworks zeigt. Für Rob Barret war es das vorläufig letzte Album mit Cannibal Corpse.

## Erfolge
In den USA stieg das Album auf Platz 151 der Billboard Charts ein.

## Titelliste
1. Devoured by Vermin – 3:13
2. Mummified in Barbed Wire – 3:09
3. Perverse Suffering – 4:14
4. Disfigured – 3:48
5. Bloodlands – 4:20
6. Puncture Wound Massacre – 1:41
7. Relentless Beating – 2:14
8. Absolute Hatred – 3:05
9. Eaten from Inside – 3:43
10. Orgasm Through Torture – 3:41
11. Monolith – 4:24

## Versionen

### Digipak-Version
Das Album wurde kurz nach seinem Erscheinen als Sonderausgabe mit zwei Livetracks und einem Video als Digipakversion veröffentlicht, was bei einigen Fans für Unmut sorgte.
1. Staring Through the Eyes of the Dead (Live) – 3:35
2. Hammer Smashed Face (Live) – 4:09
3. Devoured by Vermin (Video) – 3:12

### Metal Blade 25th Anniversary Edition
Zum 25-jährigen Jubiläum der Plattenfirma Metal Blade erschien eine Sonderedition mit Live-DVD, aufgenommen in Berkeley 1997. Das Album wurde zusätzlich remastered und mit neuem Booklet veröffentlicht. Diese Version wurde am 14. September 2015 indiziert. Das Amtsgericht Marburg hat durch Beschluss vom 19. August 2016 – Aktenzeichen 54 Gs 1 Js 10068/16 – die allgemeine Beschlagnahme der CD "Vile" und der Live-DVD angeordnet.
Titelliste der DVD
1. Perverse Suffering
2. Stripped, Raped and Strangled
3. Covered with Sores
4. Monolith
5. Addicted to Vaginal Skin
6. Force Fed Broken Glass
7. Fucked with a Knife
8. Gutted
9. Bloodlands
10. Shredded Humans
11. Staring Through the Eyes of the Dead
12. A Skull Full of Maggots
13. Devoured by Vermin
14. Hammer Smashed Face
15. Pulverized
16. Puncture Wound Massacre
17. Mummified in Barbed Wire
18. Orgasm Through Torture